# Det regner på vor kærlighed
Det regner på vor kærlighed er en svensk dramafilm fra 1946 instrueret af Ingmar Bergman. Filmen er baseret på et skuespil af Oskar Braaten og har blandt andre Barbro Kollberg og Birger Malmsten i hovedrollerne. Det var Bergmans anden film efter Moderhjertet, som udkom samme år.

## Medvirkende
- Barbro Kollberg som Maggi
- Birger Malmsten som David
- Gösta Cederlund som manden med paraplyen
- Ludde Gentzel som Per Håkansson
- Douglas Håge som Andersson
- Hjördis Petterson som Elise Anderson
- Benkt-Åke Benktsson som anklager
- Julia Cæsar som fru Hanna Ledin
- Gunnar Björnstrand som Purman
- Erik Rosén som dommer
- Magnus Kesster som Folke Törnberg
- Sif Ruud som Gerti
- Åke Fridell som pastor Berg